# Чекада, Смилян Франьо
Смилян Франьо Чекада (хорв. Smiljan Franjo Čekada, 29 августа 1902, Доньи-Вакуф — 18 января 1976, Сараево) — католический прелат, епископ Скопье с 18 августа 1940 года по 12 июня 1967 год, архиепископ Врхбосны с 13 января 1970 года по 18 января 1976 год. Праведник народов мира.

## Биография
Родился в 1902 году в Дони-Вакуфе в семье с пятью детьми, из которых он и его два брата — Чедомил и Миливой — стали священниками.
5 апреля 1925 года Смилян Франьо Чекада был рукоположён в священника. Обучался в Риме в Папском Григорианском университете, где в 1928 году получил научную степень доктора философии. С 1928 по 1933 год был главным редактором еженедельной католической газеты.
6 июня 1939 года Римский папа Пий XII назначил Смиляна Франьо Чекаду вспомогательным епископом Врхбосны и титулярным епископом Фарбетуса. 6 августа 1939 года в Сараеве в соборе Святейшего Сердца Иисуса Христа состоялось рукоположение Смиляна Франьо Чекады в епископа, которое совершил архиепископ Врхбосны Иван Еванджелист Шарич в сослужении с архиепископом Загреба Алоизие Степинацем и епископом Баня-Луки Йосипом Степаном Гаричем. Во время Второй мировой войны пытался защитить евреев, принявших католицизм, от депортации в Освенцим, а также прятал по меньшей мере пятерых еврейских детей.
После смерти епископа Скопье Йосипа Степана Гарича в 1946 году был апостольским администратором епархии до 1951 года.
Участвовал в работе I, II, III и IV сессиях Второго Ватиканского собора.
12 июня 1967 года Смилян Франьо Чекада был назначен вспомогательным епископом Врхбосны и титулярным епископом Тибузабетума.
13 января 1970 года Римский папа Павел VI назначил Смиляна Франьо Чекаду архиепископом Врхбосны.
Скончался 18 января 1976 года в Сараеве и был похоронен в семейном склепе на городском кладбище в Сараеве. 28 октября 2011 года его останки были перенесены в собор Святейшего Сердца Иисуса, где были захоронены в крипте, где находятся саркофаги архиепископов Врхбосны.
В 2010 году признан Праведником народов мира израильским Институтом Катастрофы и героизма «Яд ва-Шем» Памятная медаль была вручена наследникам Чекады на торжественном мероприятии по случаю открытия «Мемориального центра Холокоста» в Скопье 10 марта 2011 года.